# فلوریس وورتلبور
فلوریس وورتلبور (هلندی: Floris Wortelboer؛ زادهٔ ۴ اوت ۱۹۹۶) بازیکن هاکی روی چمن اهل هلند است.